# Marinula tristanensis
Marinula tristanensis is een slakkensoort uit de familie van de Ellobiidae. De wetenschappelijke naam van de soort is voor het eerst geldig gepubliceerd in 1915 door Connolly.